# Onosma macrophyllum
Onosma macrophyllum är en strävbladig växtart som beskrevs av Joseph Friedrich Nicolaus Bornmüller. Onosma macrophyllum ingår i släktet Onosma och familjen strävbladiga växter. Utöver nominatformen finns också underarten O. m. angustifolium.